# LIL LEAGUE from EXILE TRIBE
LIL LEAGUE from EXILE TRIBE는 2022년에 결성된 6인조 보이밴드이다. 이 그룹은 LDH (기업)가 관리하고 에이벡스 그룹의 음반사 리듬존과 계약을 맺은 EXILE TRIBE의 일부이다. 2023년 1월 데뷔 싱글 'Hunter'를 발매했다.

## 구성원
- 이와키 세나
- 나카무라 타츠히로
- 야마다 코다이
- 마토라 오카오
- 모모다 하이마
- 소라 난바